# Гарцони, Джованна
Джова́нна Гарцо́ни (итал. Giovanna Garzoni; 1600[…], Асколи-Пичено, Марке — февраль 1670[…], Рим) — итальянская художница эпохи барокко. Известна многочисленными натюрмортами и ботаническими зарисовками, в которых художественность сочетается с натуралистической достоверностью.

## Биография
Джованна Гарцони родилась в небольшом городе Асколи-Пичено, в регионе Марке. Дата её рождения — 1600 год — выводится из автографа на рисунке 1616 года, в котором говорится, что автору 16 лет. Родители Джованны были родом из Венеции; среди членов её семьи были ремесленники, ювелиры и художники. Возможно, первым учителем девушки стал её дядя Пьетро Гайя (итал. Pietro Gaia), принадлежавший к школе Джакомо Пальма Младшего. В ранних работах Джованны чувствуется влияние этого художника.
В 1620-х годах Джованна жила в Венеции с братом Маттео и посещала школу каллиграфии Джакомо Роньи (итал. Giacomo Rogni). В 1622 году она вышла замуж за венецианского художника Тиберио Тинелли. Однако брак продлился всего год; причиной развода послужил, возможно, данный Джованной обет целомудрия.
В 1630 году Джованна вместе с братом переезжает в Неаполь, где работает под покровительством Фернандо Афан де Рибера и Энрикеса, третьего герцога де Алькала-де-лос-Гасулес. В это же время она знакомится и вступает в переписку с коллекционером, меценатом и эрудитом Кассиано даль Поццо. Он помогает молодой художнице найти заказы в Риме, куда Джованна переезжает в 1631 году.

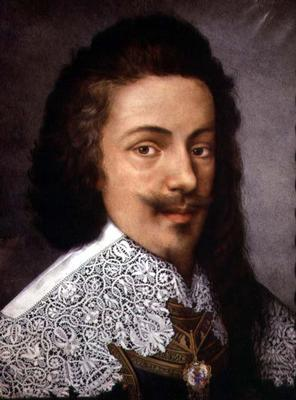
Виктор Амадей I, герцог Савойский (миниатюра), 1635

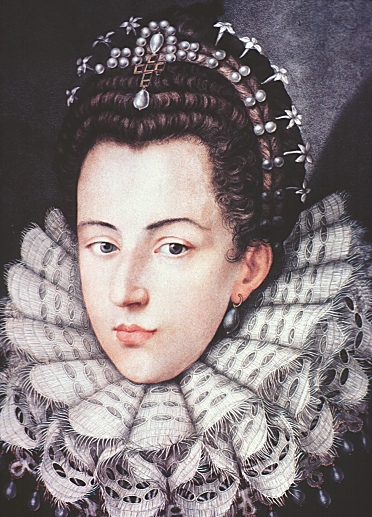
Кристина Французская, герцогиня Савойская, 1635

Однако в Риме она пробудет недолго: уже в 1632 году она переселяется в Турин, по приглашению Кристины Французской, герцогини Савойской. При дворе она пишет в основном портреты и миниатюры, в том числе самой герцогини и герцога Виктора Амадея I. Сохранились также свидетельства, что она создавала «пергаменты с изображениями цветов, фруктов и животных»; к туринскому периоду относится наиболее ранний из ныне известных натюрмортов Гарцони.
В 1637 году умирает герцог, покровитель Джованны, и она покидает Турин. О жизни Гарцони с 1637 по 1642 годы известно крайне мало; предполагается, что в эти годы она посетила Францию, возможно, также и Англию. Работы французских, английских и голландских художников, которые она видела во время путешествия, оказали влияние на её последующий стиль.
В 1640-х годах Джованна Гарцони переезжает во Флоренцию, где пробудет до 1651 года. Здесь её заказчиками становятся флорентийские аристократы, в том числе представители семьи Медичи. Среди её работ — портреты, миниатюры, картины на мифологические и библейские сюжеты, композиции из цветов и фруктов, ботанические зарисовки, а также копии картин известных художников. Во Флоренции Гарцони знакомится с творчеством Якопо Лигоцци, автора многочисленных зарисовок флоры и фауны, которые он выполнял по заказу Медичи, покровительствовавших наукам. Очевидно, работы этого мастера вдохновили Гарцони на создание собственных произведений в сходном стиле.
В 1651 году Гарцони — к тому времени признанная художница — переезжает в Рим. У неё нет недостатка ни в заказчиках, ни в деньгах: один из её биографов утверждал даже, что она могла попросить за свои работы «любую цену, какую пожелает». Вероятно, в это время она становится членом римской гильдии художников, Академии Святого Луки: хотя не сохранилось документов, подтверждающих её членство, известно, что Гарцони посещала заседания Академии.
Джованна Гарцони умерла в Риме между 10 и 15 февраля 1670 года. Ещё в 1666 году она завещала всё своё имущество Академии св. Луки, при условии, что её похоронят в их церкви Святых Луки и Мартины. Условие будет выполнено, но надгробный памятник появится только в 1698 году.

## Творчество

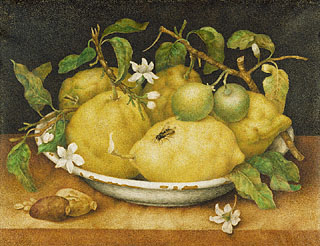
Натюрморт с миской лимонов (темпера, пергамент), 1640

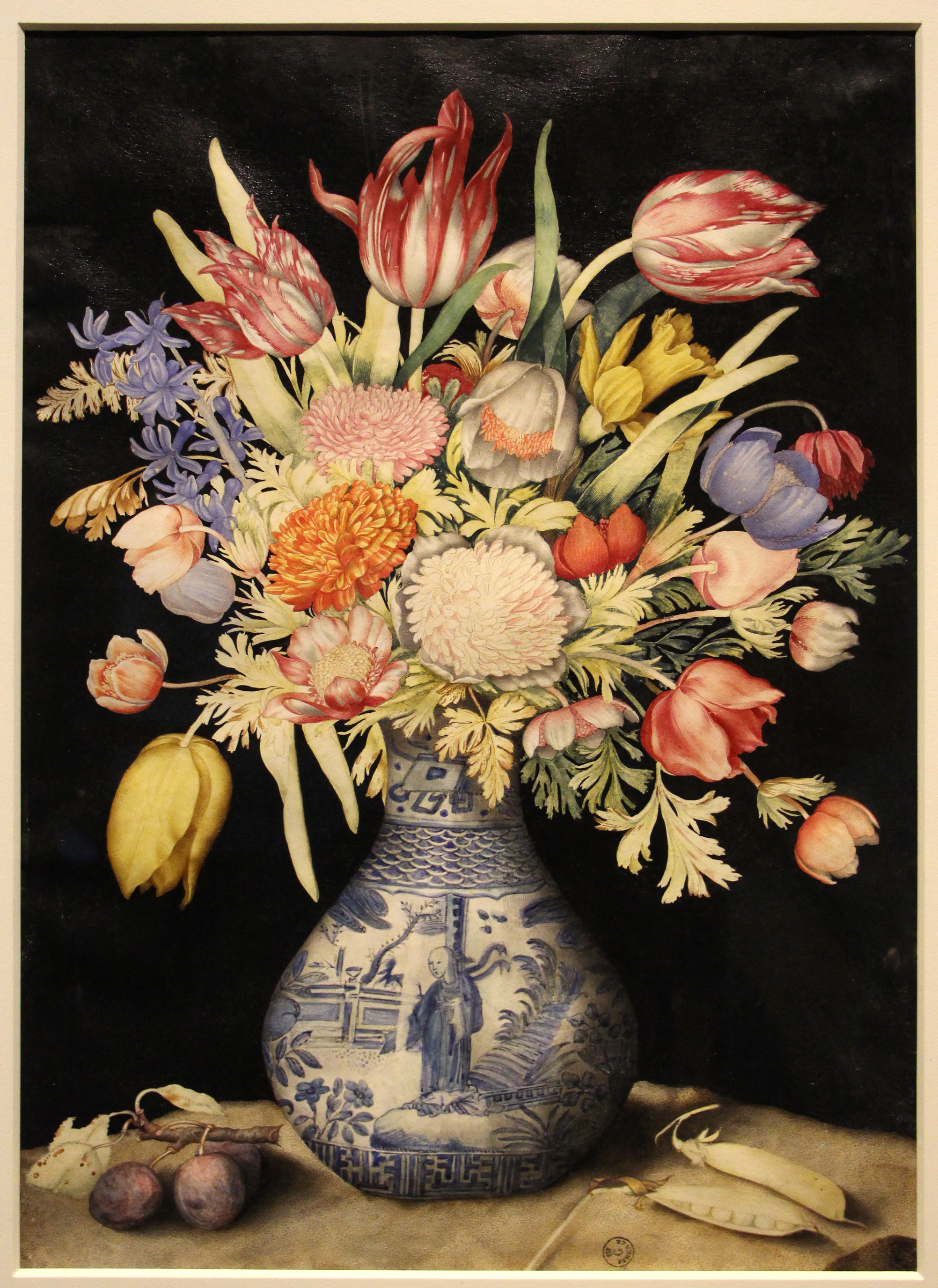
Китайская ваза с тюльпанами и другими цветами, ок. 1641-52

Джованна Гарцони известна, в первую очередь, своими натюрмортами и ботаническими зарисовками. Она была одной из первых женщин, обратившихся к этому жанру. Её работы, выполненные преимущественно гуашью или темперой на пергаменте, поражают тщательной проработкой деталей и тонкостью штриха.
В 1650-х годах Гарцони изображает многочисленные вазы с цветами, демонстрируя прекрасное чувство композиции. Очевидно также, что художница хорошо знакома с морфологией цветка: все её работы отличаются абсолютной натуралистической достоверностью.
В 1660-е годы, по заказу Фердинанда II Медичи, Гарцони создаёт около двадцати миниатюр, изображающих блюда с фруктами и овощами. Несмотря на некоторое однообразие многократно повторяющегося мотива, Гарцони удаётся разнообразить свои работы, внося в композиции дополнительные элементы — цветы, птиц, насекомых. Кроме того, виртуозность художницы проявляется в мастерском использовании светотени и других эффектов.
Характерной чертой многих работ Гарцони является своеобразное сочетание ботанической зарисовки, для которой важна в первую очередь точность и детальность изображения, с сугубо живописными приёмами. Этим её творчество отличается от натуралистических зарисовок Лигоцци, с которым её нередко сравнивают, но также и от большинства художников — авторов натюрмортов, для которых научная достоверность изображённых объектов играла второстепенную роль.

## Галерея

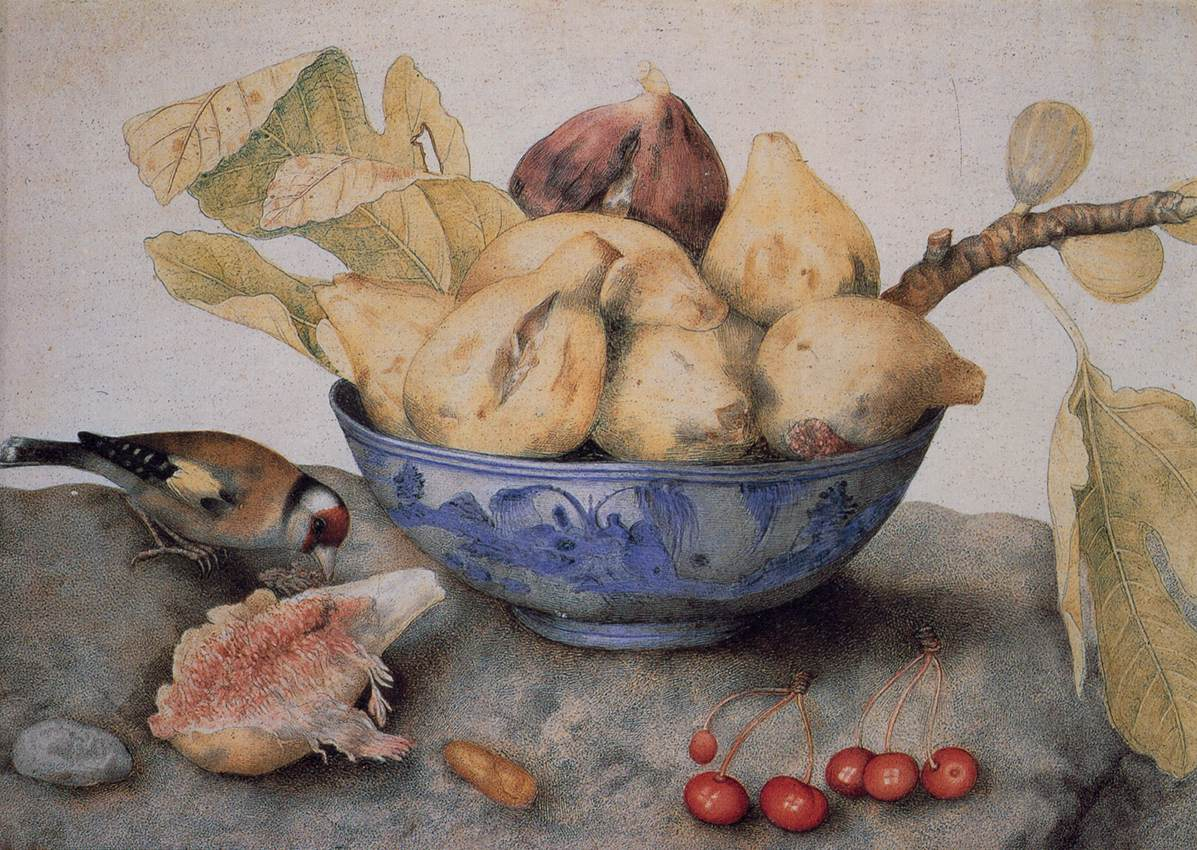
Китайская ваза с инжиром, черешнями и щеглом
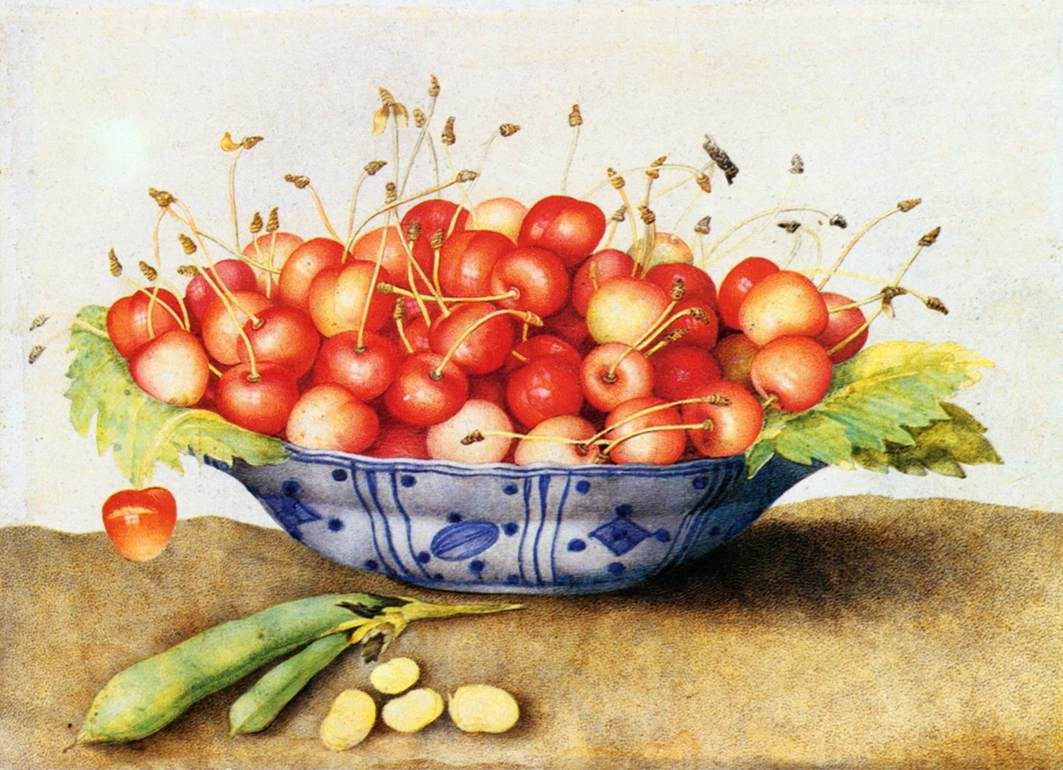
Китайский фарфор с черешнями
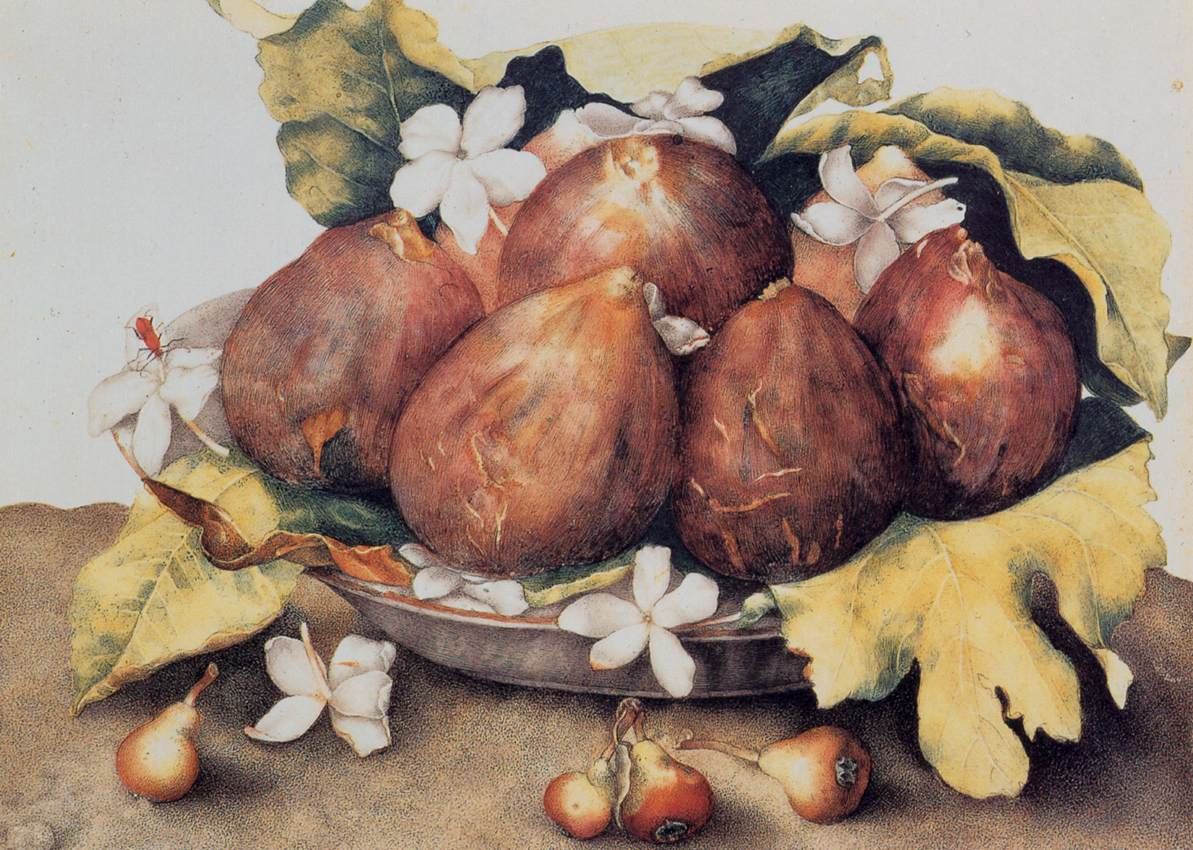
Инжир
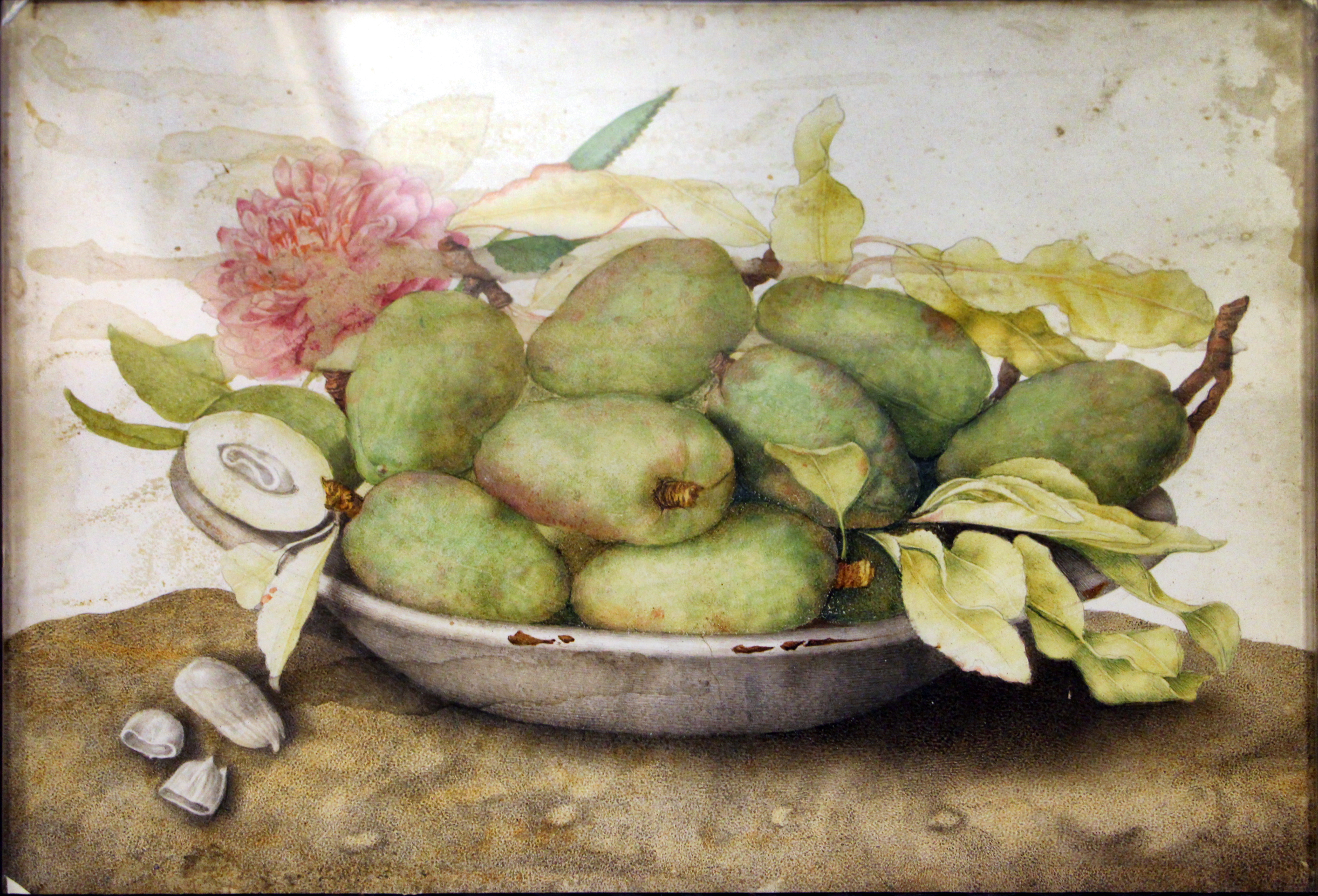
Мушмула, миндаль и роза
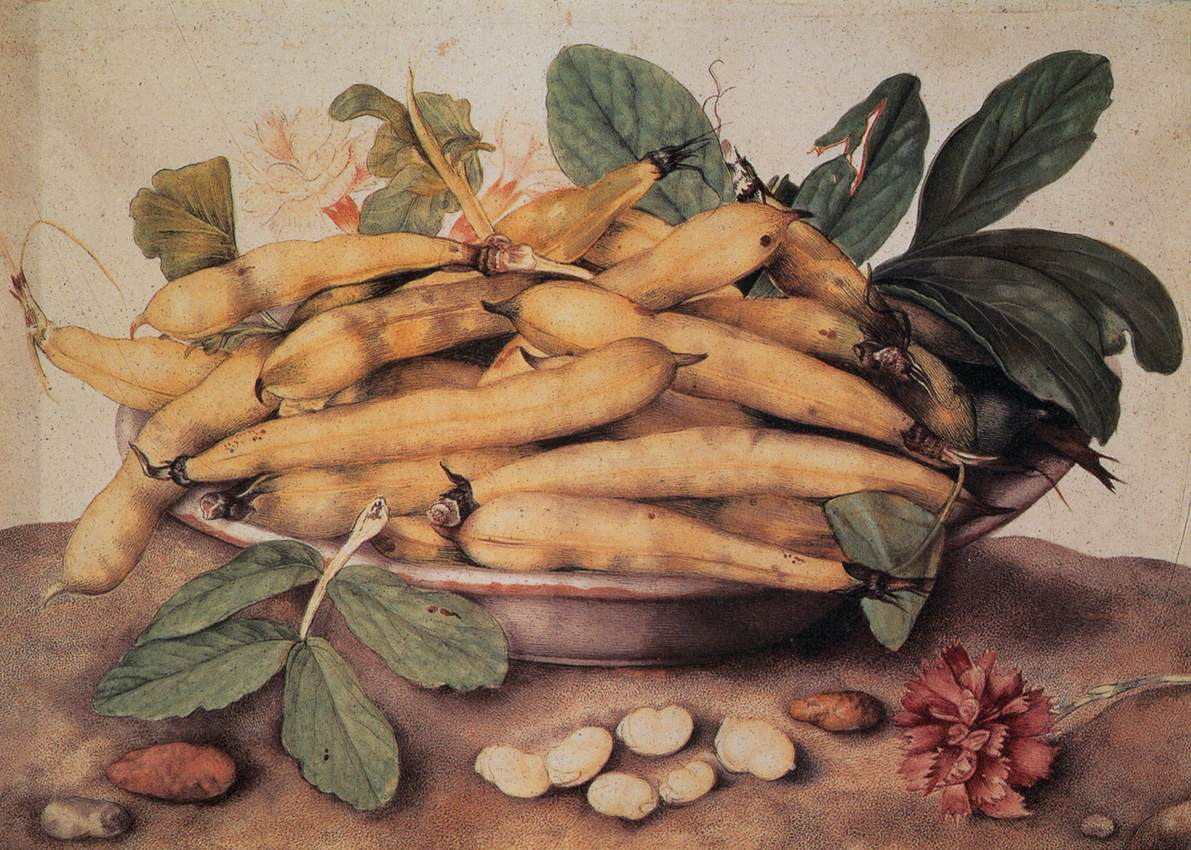
Блюдо с бобами